# Пилтсамаа (волость)
Пи́лтсамаа (ест. Põltsamaa vald) — волость в Естонії, адміністративна одиниця повіту Йиґевамаа.

## Історія
2017 року волость утворено у сучасному вигляді шляхом об'єднання міського муніципалітету Пилтсамаа та сільських волостей Пилтсамаа, Паюзі, Пуурмані.

## Населені пункти
Адміністративний центр — Пилтсамаа.
На території волості розташовані 3 селища (ест. alevik):
Адавере (Adavere), Камарі (Kamari), Пуурмані (Puurmani);
та 58 сіл (ест. küla):
Аластвере (Alastvere), Анніквере (Annikvere), Вигманимме (Võhmanõmme), Вийзіку (Võisiku), Вітсьярве (Vitsjärve), Вяйке-Камарі (Väike-Kamari), Еску (Esku), Каавере (Kaavere), Каблакюла (Kablaküla), Калікюла (Kaliküla), Калме (Kalme), Кунінґамяе (Kuningamäe), Лебавере (Lebavere), Лустівере (Lustivere), Мигкюла (Mõhküla), Мялліквере (Mällikvere), Неанурме (Neanurme), Нимавере (Nõmavere), Пауаствере (Pauastvere), Пілу (Pilu), Пудівере (Pudivere), Пудукюла (Puduküla), Пуйату (Puiatu), Ристла (Rõstla), Рясна (Räsna), Сулуствере (Sulustvere), Тиренурме (Tõrenurme), Умбузі (Umbusi).

## Історія
У 1991 році Пилтсамааська сільська рада була перетворена на волость.